# Коштангалія (Кантемірський район)
Коштангалія (рум. Coştangalia) — село в Кантемірському районі Молдови. Населення — 1,070 чоловік (2004).
| Молдова | Це незавершена стаття з географії Молдови. Ви можете допомогти проєкту, виправивши або дописавши її. |